# Ла Ферија (Тексас)
Ла Ферија (енгл. La Feria) град је у америчкој савезној држави Тексас. По попису становништва из 2010. у њему је живело 7.302 становника.

## Демографија
Према попису становништва из 2010. у граду је живело 7.302 становника, што је 1.187 (19,4%) становника више него 2000. године.
| Група             | 2000.         | 2010.         |
| Белци             | 1.311 (21,4%) | 1.049 (14,4%) |
| Афроамериканци    | 16 (0,3%)     | 20 (0,3%)     |
| Азијати           | 20 (0,3%)     | 25 (0,3%)     |
| Хиспаноамериканци | 4.736 (77,4%) | 6.204 (85,0%) |
| Укупно            | 6.115         | 7.302         |